# نبرد بقیعه
نبرد بقیعه (انگلیسی: Battle of al-Buqaia)، نبردی بود که در سال ۱۱۶۳ میان نیروهای متحد صلیبی-بیزانس به رهبری امالریک یکم پادشاه اورشلیم از یک سو و از سوی دیگر زنگیان به رهبری عمادالدین زنگی در البقیعه، نزدیک درهٔ بقاع رخ داد که با پیروزی صلیبیون همراه بود.